# Zbarbar
Zbarbar (em árabe: زبربر) é uma cidade e comuna localizada na província de Bouira, Argélia. Segundo o censo de 2008, a população total da cidade era de 3 768 habitantes.